# Ґілберт Форд
Ґілберт Форд (англ. Gilbert Ford, 14 вересня 1931 — 10 січня 2017) — американський баскетболіст.
Учасник Олімпійських Ігор 1956 року.
Олімпійський чемпіон 1956 року.